# محمد سليم الحلواني
الشيخ  محمد سليم الحلواني (1285هـ - 1363هـ) شيخ قراء دمشق وابن شيخها.

## اسمه
الشيخ محمد سليم بن أحمد بن محمَد علي بن علي الحلواني الرفاعي الحسيني الشافعي، شيخ قراء دمشق يتصل نسبه إلى الشيخ أحمد الرفاعي.

## مولده
ولد في مدينة دمشق عام (1285 هـ - 1868م).

## مسيرته العلمية
عائلة الشيخ محمد سليم الحلواني عائلة عريقة كريمة أكرمها الله بذرية بعضها من بعض، ومنَّ عليها بحمل لواء شرف القرآن وعلومه ابتداء بالأب شيخ قراء الشام الشيخ أحمد الحلواني الكبير فقد تربى الشيخ سليم الحلواني على يد والده وحفظ القرآن الكريم وهو ابن عشر سنين، وأتم جمع القراءات العشر في سن مبكرة وكان في الرابعة عشرة من عمره وقرأ ختمات كثيرة جمعاً وإفراداً مشتركاً مع غيره، ولما بلغ الخامسة عشرة، كان قد أتقن القراءات، وحفظ الشاطبية والدرة.
تلقى العلوم العقلية والنقلية عن علماء عصره أمثال الشيخ
سليم العطار والشيخ محمود الحمزاوي وغيرهم.

## تدريسه القرآن
بدأ بالإقراء بإذن والده وهو في الثانية عشرة، ولما توفي والده شيخ القراء خلفه في المشيخة عام(1307هـ)
ونشر هذا العلم وعلمه لكافة الطبقات وتخرج عليه كثير من المقرئين والجامعيين كما قرأ عليه جم غفير قراءة حفص عن عاصم.
أقرأ في المدرسة الكاملية وفي جامع التوبة وغيرهما من المدارس والمساجد وفي بيته.
(حتى لم يبقى لديه وقت يتفرغ فيه لنفسه وظل كذالك حتى توفاه الله)
وروى الحديث عن فريق من العلماء الدمشقيين
أمثال الشيخ سليم العطار، والشيخ بكري العطار، والشيخ عمر العطار،كما وقرأ عليه الشيخ عبد الوهاب دبس وزيت (الحافظ)، والشيخ حسين خطاب، والشيخ كريّم راجح.

## شيوخه
من شيوخه الذين قرأ عليهم:
1. والده الشيخ أحمد الحلواني الكبير، حيث حفظ على يديه القرآن الكريم ومنظومة الشاطبية والدرة في القراءات وقرأ عليه القراءات العشر جمعاً وافراداً ولما يبلغ الحلم.
2. الشيخ سليم العطار.
3. الشيخ بكري العطار.
4. الشيخ عمر العطار.
5. الشيخ محمود الحمزاوي، مفتي دمشق.
6. الشيخ محمد المنيني، مفتي دمشق.
7. الشيخ أحمد المنير.

## إجازته بالإقراء
وأجازه كبار الشيوخ منهم، مفتي دمشق الشيخ محمود الحمزاوي، ومفتي دمشق الشيخ محمد المنيني، والشيخ أحمد المنير شافعي زمانه.
وقال الشيخ والأديب علي الطنطاوي عنه: «لم أسمع قارئاً في حياتي، لا في مصر ولا في الشام ولا في غيرها من البلاد التي مشيت إليها، أضبط منه مخارج حروف وأحرص منه على الأحكام».

## تلامذته
ومن تلاميذه الذين قرؤواعليه القرآن الكريم بالقراءات العشر من طريقي الشاطبية والدرة وعددهم ستة وهم:
1. الشيخ محمود فائز الدير عطاني.
2. الشيخ حسن دمشقية. شيخ القراء في بيروت.
3. الشيخ أحمد الحلواني الحفيد. ابن الشيخ سليم الحلواني . شيخ القراء بدمشق .
4. الطبيب محمد سعيد الحلواني. ابن الشيخ سليم الحلواني. شيخ القراء بدمشق.
5. الشيخ عبد العزيز محمد علي عيون السود. أمين الإفتاء وشيخ القراء بحمص
6. الشيخ ياسين بن محمد الجويجاتي.
ومن تلاميذه قرؤوا عليه القرآن الكريم بالقراءات السبع من طريق الشاطبية فقط، وهم:
7. الشيخ بكري بن عبد المجيد الطرابيشي. أجازه بجميع مروياته.
8. الشيخ رضا القباني.
9. الشيخ حسين خطاب. شيخ قراء الشام.
10. الشيخ كريم راجح. شيخ قراء الشام حالياً.
ومن تلاميذه أيضاً قرؤوا عليه القرآن الكريم برواية حفص عن عاصم من الشاطبية.
11. الشيخ اليشخ محمد فارس بن عبد الباقي سريول الدومي.
12. الشيخ علي بن محمد بن محمد عربش الدومي.
13. الشيخ عبد الوهاب دبس وزيت.
14. الشيخ محمد سليم بن أحمد اللبني.
15. الشيخ عبدالرحمن الحلواني ابن الشيخ محمد سليم الحلواني.
16. الفاضلة اسعاف ابنة الشيخ محمد سليم الحلواني.
ومن تلاميذه قرؤوا عليه القرآن الكريم برواية حفص عن عاصم وأشهرهم
17. جميل بن محمد الإدلبي.
18. أحمد عبد المجيد الساعاتي الدومي. حفظ جزءًا كبيرا من القرآن.
19. محمد نجا ابن علي الحلواني. ابن عم الشيخ محمد سليم الحلواني. أخذ عنه علوم القرآن الكريم.
20. أبو محمود الدرة الدومي. قرأ عليه برواية حفص عن عاصم من الشاطبية.

## وفاته
توفي بمدينة دمشق في شهر ربيع الأول عام 1363هـ ثلاثة وستين وثلاثمائة وألف من الهجرة. ودفن مقبرة الدحداح.

## الملاحظات
1. ↑  فأصبح شيخ قراء دمشق وعمره حينها اثنين وعشرون سنة.